# Traian (Ialomița)
Traian is een Roemeense gemeente in het district Ialomița.
Traian telt 3588 inwoners.